# Dan Coats
Pour les articles homonymes, voir Coats.
Daniel Ray Coats, dit Dan Coats, né le 16 mai 1943 à Jackson (Michigan), est un homme politique et diplomate américain. Membre du Parti républicain, il est représentant (1981-1989) puis sénateur (1989-1999) de l'Indiana au Congrès des États-Unis, avant de devenir ambassadeur en Allemagne de 2001 à 2005. Faisant son retour au Sénat des États-Unis de 2011 à 2017, il est nommé directeur du renseignement national à cette date par le président Donald Trump, poste qu'il occupe jusqu'en 2019.

## Biographie

### Études et carrière d'avocat
Coats naît et grandit à Jackson dans le Michigan. En 1971, il obtient son doctorat en droit de l'École de droit de l'université de l'Indiana à Indianapolis et commence une carrière d'avocat à Fort Wayne.

### Mandats au Congrès des États-Unis
Assistant de Dan Quayle de 1976 à 1980, il lui succède d'abord à la Chambre des représentants des États-Unis en 1981 pour le 4e district de l'État, puis en 1989, lorsqu'il est nommé pour le remplacer au Sénat des États-Unis, quand celui-ci devient vice-président des États-Unis sous la présidence de George H. W. Bush. Il est élu lors d'une élection partielle en 1990 avec 53,6 % des voix face à Baron Hill, candidat du Parti démocrate. Réélu pour un mandat complet lors des élections de 1992, Coats choisit de ne pas se représenter en 1998, alors qu'il doit affronter le populaire gouverneur Evan Bayh, se présentant au Sénat pour les démocrates.
Il est à nouveau candidat au Sénat en 2010 pour affronter Bayh, mais ce dernier choisit finalement de ne pas se représenter. Il est élu face au représentant Brad Ellsworth avec 54,6 % des voix, contre 40 % pour Ellsworth.  En raison de son travail au Sénat portant sur la politique étrangère des États-Unis, Dan Coats figure à la liste des personnalités interdites de séjour en Russie dans le cadre de la crise ukrainienne depuis mars 2014. En mars 2015, il annonce qu'il ne se représentera pas aux élections sénatoriales de 2016. Bayh tente alors de récupérer le siège, mais échoue face au représentant Todd Young. En novembre 2015, le groupe de hackers Anonymous dévoile que Dan Coats serait membre de Ku Klux Klan (KKK). Cependant, des membres du collectif déclarent que cette publication est fausse et publient une autre liste de membres du KKK, dans laquelle il n'apparaît pas.

### Ambassadeur en Allemagne
Nommé en 2001 pour diriger l'ambassade des États-Unis en Allemagne par George W. Bush, alors que son nom circule également dans la presse pour la fonction de secrétaire à la Défense des États-Unis, qui est finalement attribuée à Donald Rumsfeld, Dan Coat supervise la construction du nouveau siège de la mission diplomatique à proximité de la porte de Brandebourg. Il navigue également à travers des relations entre l'Allemagne et les États-Unis tumultueuses du fait de la guerre d'Irak, à laquelle les Allemands sont opposés. En 2005, il quitte ses fonctions pour entreprendre une activité de lobbyiste à Washington, D.C., jusqu'en 2010.

### Directeur du renseignement national
Le président élu Donald Trump propose la nomination de Coats à la fonction de directeur du renseignement national (DNI) au Sénat le 5 janvier 2017, qui l'approuve le 15 mars suivant par un vote de 85 voix conte 12. Il quitte définitivement la vie publique le 15 août 2019, lorsqu'il démissionne et voit Joseph Maguire lui succéder par intérim.